# 클린스 브룩스
클린스 브룩스(Cleanth Brooks, 1906년 10월 16일 – 1994년 5월 10일)는 미국의 평론가·교육가이다. 루이지애나 대학에서 교편을 잡고 문예지 <사잔 리뷰>를 편집하였으며, 랜섬, 테이트 등의 ‘신평론’을 인정하여 그 방법을 발전시켜 조직화된 대학 교재(大學敎材) <시의 이해(理解)>(1938)를 워렌과 공동저술하여 문학교육에 일대 혁신을 일으켰다. 또 <잘 만들어진 단지>(1947)에서는 ‘신평론’에 의해 영시(英詩)의 재평가(再評價)를 행하고 있다.